# Curtiss T Wanamaker Triplane

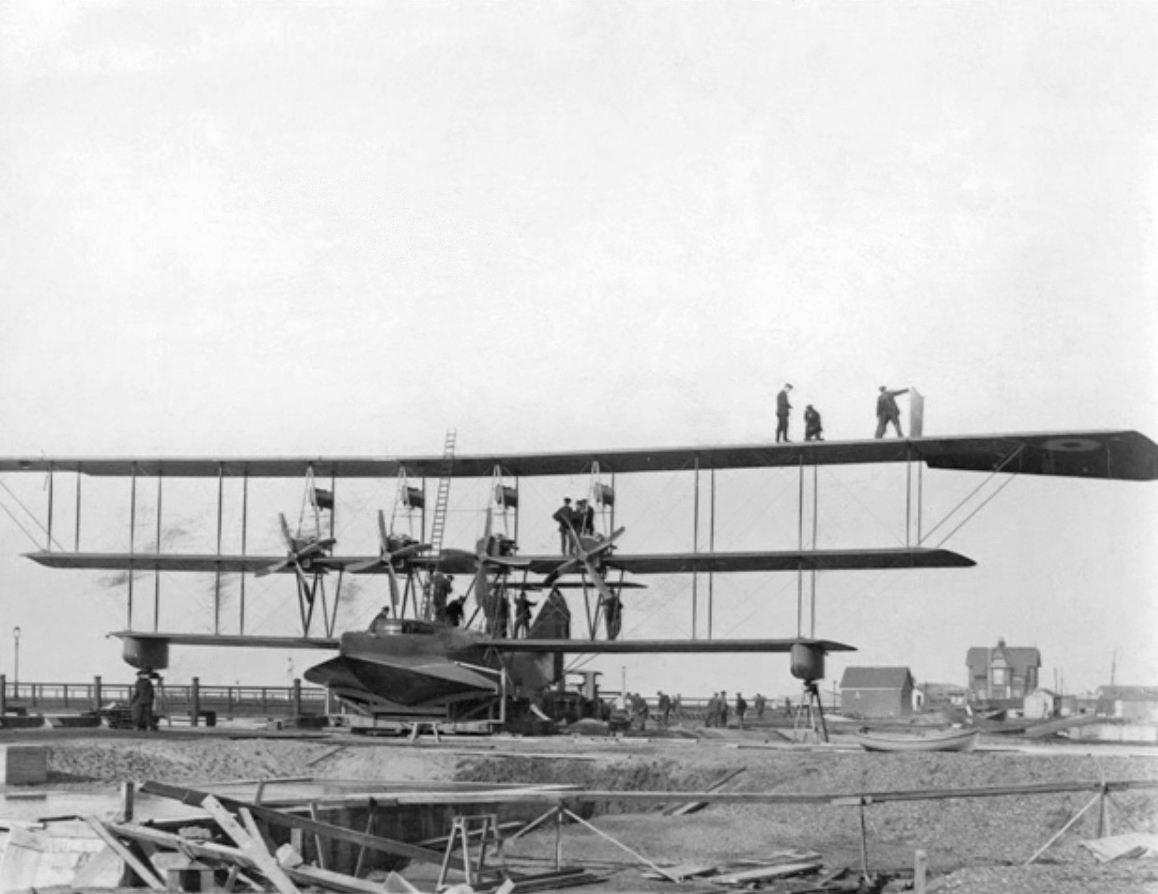
Curtiss T Wanamaker Triplane

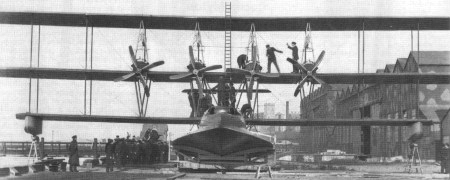
Curtiss T Wanamaker Triplane

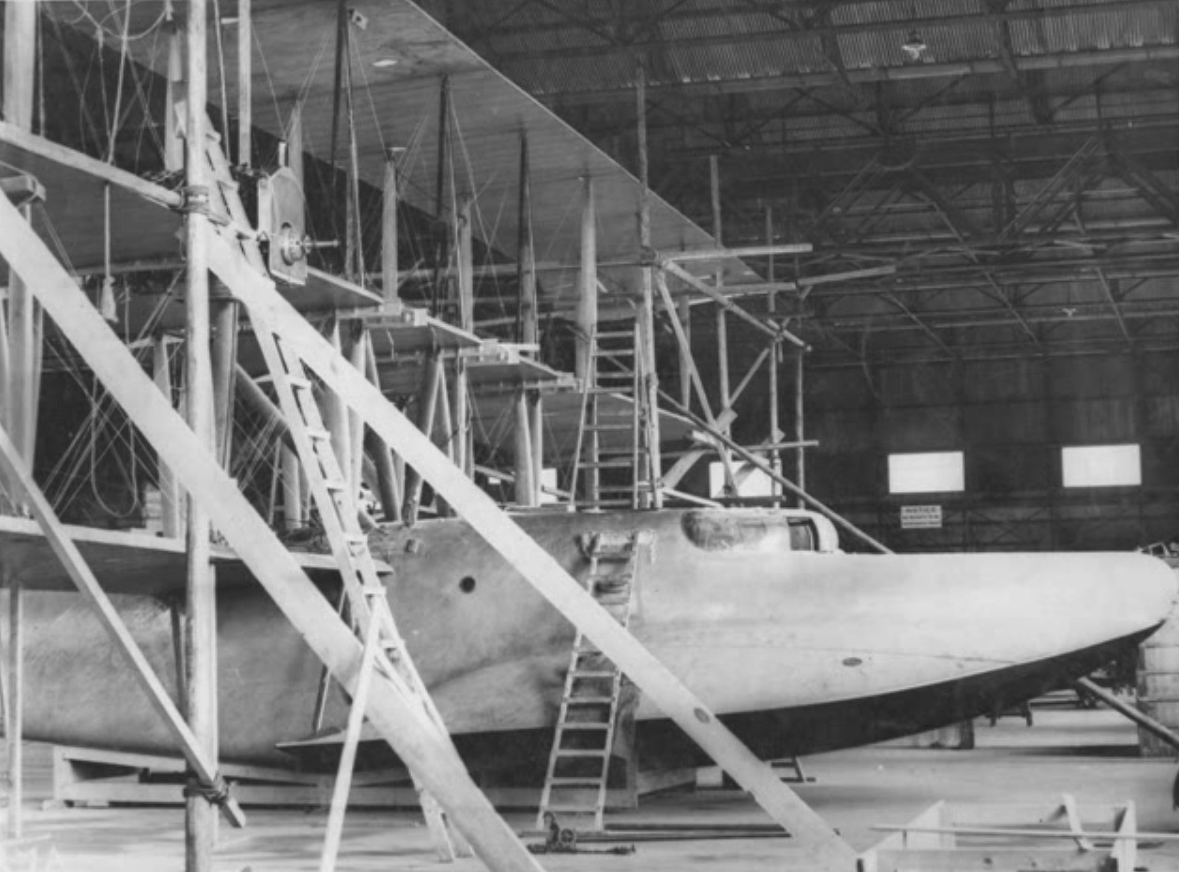
Curtiss T Wanamaker Triplane

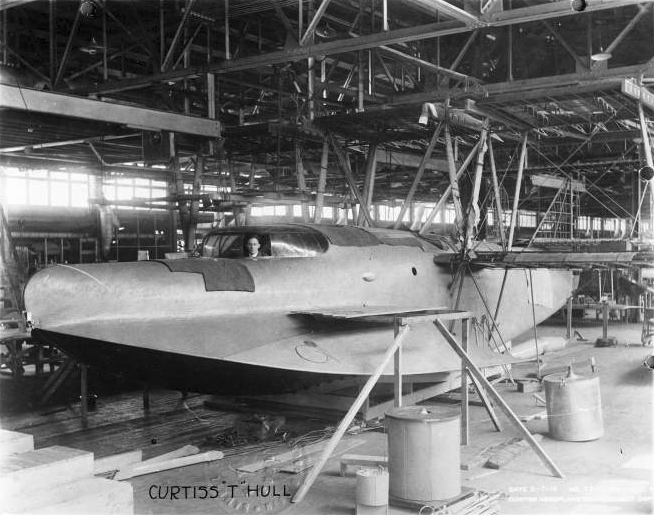
Curtiss T Wanamaker Triplane

Das Wanamaker Triplane (auch: Curtiss Model 3 und Curtiss Model T) war ein viermotoriges Experimentalflugboot. Von dem Flugboot der Curtiss Aeroplane and Motor Company wurde nur ein Exemplar (No. 3073) gebaut; eine Bestellung von 19 Maschinen für den Royal Naval Air Service wurde storniert. Es war als Patrouillenflugzeug für den Royal Naval Air Service (RNAS) im Ersten Weltkrieg gedacht. 
Der Erstflug fand im Jahre 1916 statt. Das Flugboot war zur damaligen Zeit eines der größten der Welt.

## Geschichte und Beschreibung
Eine erste Studie sah ein Flugboot mit einer Länge von 17,9 m (68 ft) und einer Spannweite von 40,5 m (133 ft) vor. Das maximale Startgewicht sollte 9.750 kg (21.450 lb) betragen. Sechs Motoren mit einer Leistung von je 104 kW (140 hp) waren als Antrieb vorgesehen.
Der Prototyp wurde im Juli 1916 im Curtiss-Werk in Buffalo fertiggestellt. Er besaß vier Motoren von Curtiss mit einer Leistung von je 187 kW (250 hp). Es war das erste viermotorige Flugzeug, das in den Vereinigten Staaten gebaut wurde. Das Flugboot wurde mit einem Schiff nach Felixstowe gebracht; dort wurde das Flugzeug umgebaut: Es bekam vier Motoren von Renault mit einer Leistung von je 180 kW (240 hp). Bei einem weiteren Umbau bekam es vier Motoren des Typs Rolls-Royce Eagle mit einer Leistung von je 188 kW (250 hp).

## Technische Daten
| Kenngröße                        | Daten der Curtiss T Wanamaker Triplane                                          |
| -------------------------------- | ------------------------------------------------------------------------------- |
| Besatzung                        | 6                                                                               |
| Passagiere                       | keine                                                                           |
| Länge                            | 17,93 m (58 ft 10 in)                                                           |
| Höhe                             | 9,55 m (31 ft 4 in)                                                             |
| Spannweite (obere Tragfläche)    | 41,00 m (134 ft)                                                                |
| Spannweite (mittlere Tragfläche) | 30,00 m (100 ft)                                                                |
| Spannweite (untere Tragfläche)   | 23,85 m (78 ft 3 in)                                                            |
| Tragflügelfläche Hauptflügel     | 261,50 m² (2.815 sqft)                                                          |
| Tragflügelfläche Hilfsflügel     |                                                                                 |
| Leermasse                        | 7.096 kg (15.645 lb)                                                            |
| max. Startmasse                  | 9.979 kg (22.000 lb)                                                            |
| Höchstgeschwindigkeit            | 161 km/h (100 mph; 87 kn)                                                       |
| Reisegeschwindigkeit             | unbekannt                                                                       |
| Landegeschwindigkeit             | unbekannt                                                                       |
| Treibstoffkapazität              | unbekannt                                                                       |
| Reichweite                       | 1.086 km (675 mi; 587 nmi) bei einer Reisegeschwindigkeit von 120 km/h (75 mph) |
| Steigleistung                    | 10 min bis 1.220 m (4.000 ft)                                                   |
| Gipfelhöhe                       | unbekannt                                                                       |
| Triebwerke                       | Renault 12F (wassergekühlter V-12 Motor)                                        |